# Kvarnen, Stockholm

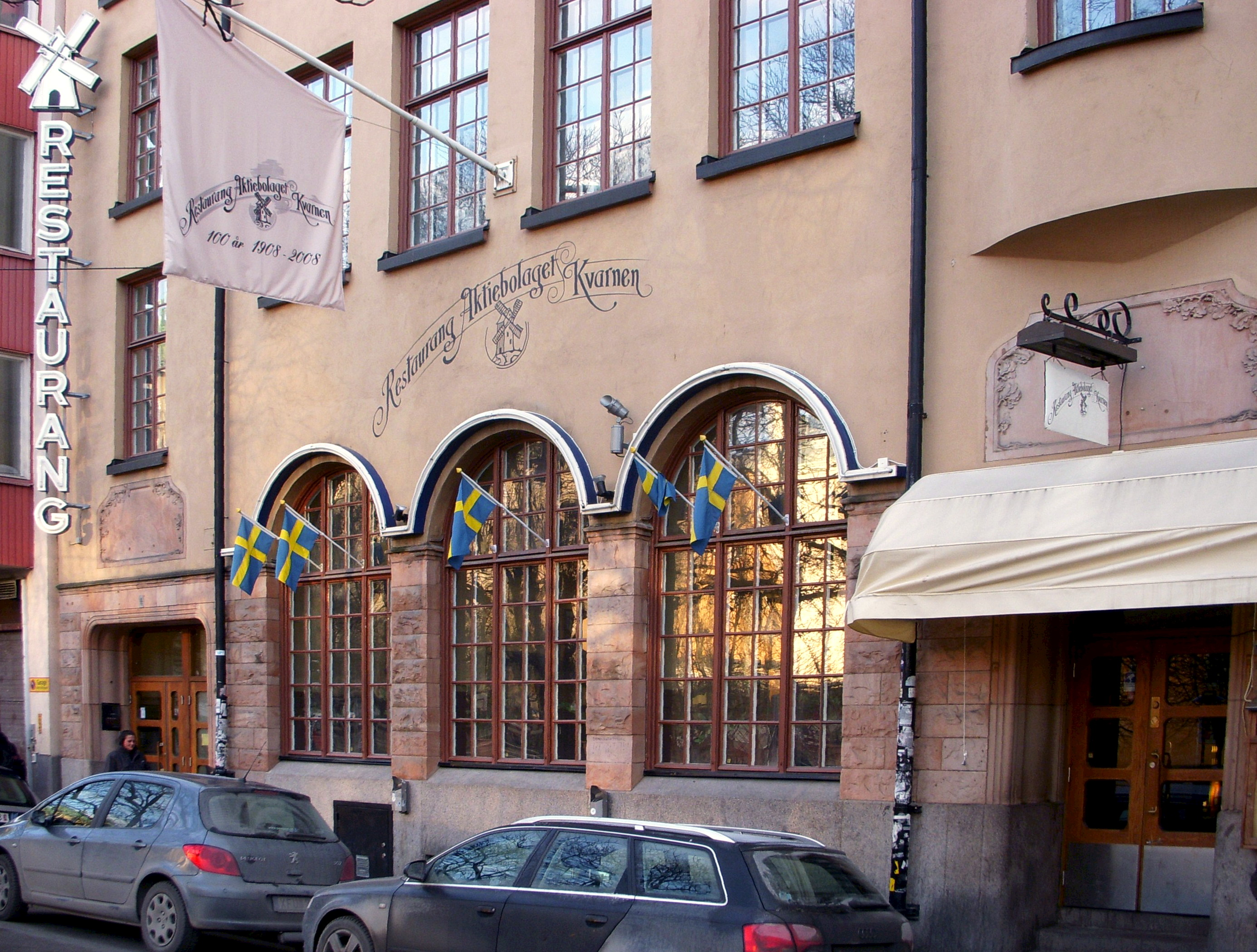
Exteriör.

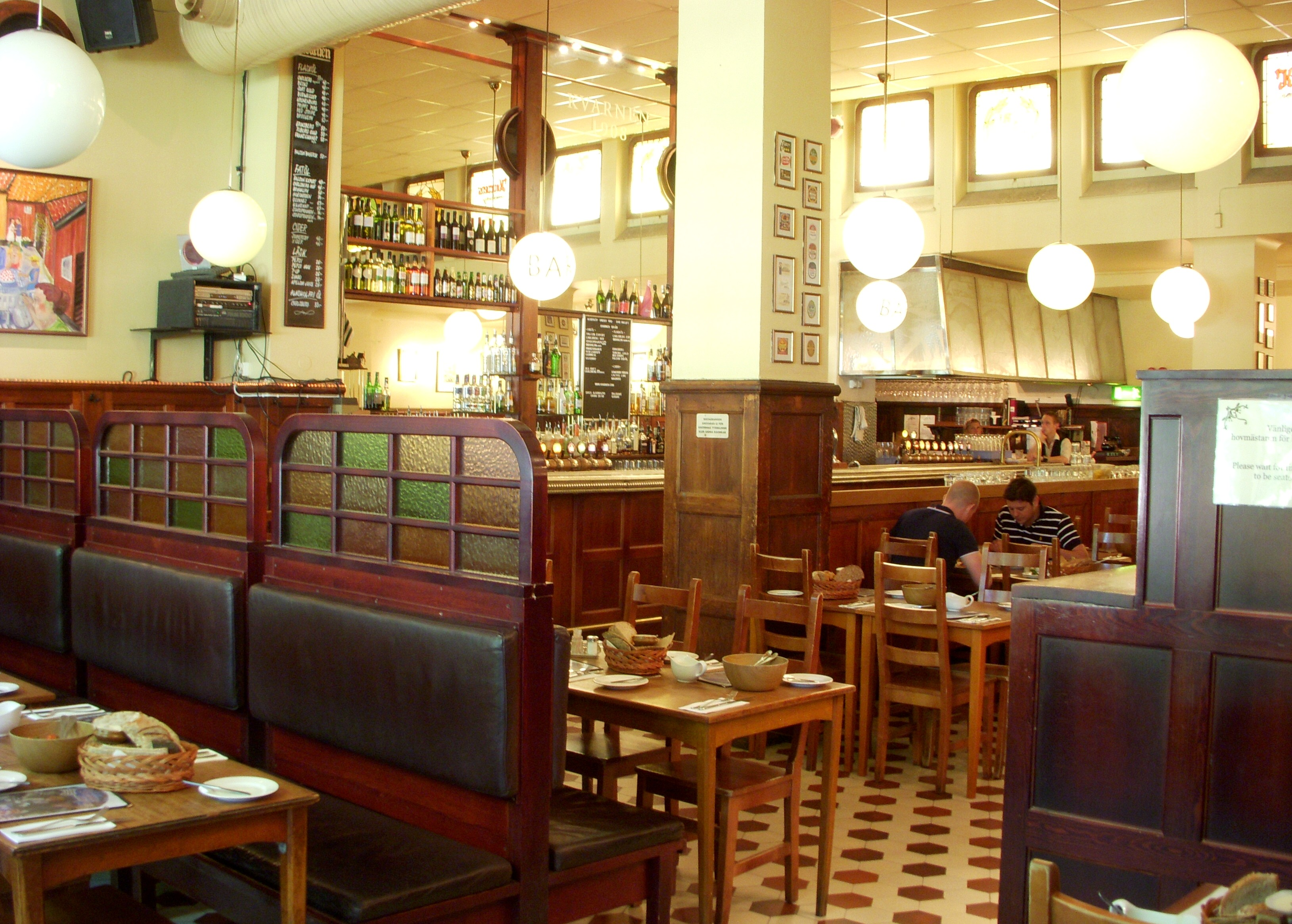
Interiör.

Kvarnen (Restaurang Aktiebolaget Kvarnen) är en restaurang och tillika ölhall med gamla traditioner. Den ligger på Tjärhovsgatan mitt på Södermalm i Stockholm och invigdes år 1908 som ett av Stockholms utskänkningsaktiebolags värdshus. Liksom många andra av bolagets byggnader ritades det av arkitekten Sam Kjellberg. Kvarnen har till stora delar bevarad sin kulturhistoriskt värdefulla inredning.

## Historia
Restaurangen hette fram till 1960 "Grå Kvarn" efter den kvarn som uppfördes för borgmästaren Hans Olofsson Törne (död 1671) på 1600-talet och kallades Borgmästarkvarnen. Kvarnen låg ungefär där Hotell Malmen nu finns och försvann 1863. Serveringstillståndet kom från den 1908 nedlagda Källaren Hamburg som låg på platsen där nuvarande Göta Lejon ligger, Götgatan 55.

## Kvarnen idag
Restaurangen är en samlingsplats för Bajenfansen (Hammarby IF:s fotbollssupportrar), rymmer en guldstaty över Nacka Skoglund och figurerar i flera litterära Stockholmsskildringar. Gellert Tamas har för övrigt uppgett att han fick sin idé till boken Lasermannen – En berättelse om Sverige när han satt på Kvarnen.